# ハンティング・ドッグ
『ハンティング・ドッグ』は、日本国の漫画家、谷口ジローの漫画作品である。

## 概説
谷口ジローによる初めてのサイエンス・フィクションで、メビウスが作画した『The Long Tomorrow』を読んだことが、創作のきっかけとなったという。

## あらすじ
近未来、都市メタルポリスで私立探偵を営むリカオンに、様々な災いが降りかかる。

## 初出
ワニマガジン社の『エロトピアデラックス』で連載された。
- 第1話 - 第1巻第1号（1980年6月号）[4]
- 第2話 - 第1巻第2号（1980年8月号）[5]
- 第3話 - 第1巻第3号（1980年10月号）[6]
- 第4話 - 第1巻第4号（1980年12月号）[7]
- 第5話 - 第2巻第1号（1981年2月号）[8]
- 第6話 - 第2巻第2号（1981年4月号）[9]
- 第7話 - 第3巻第1号（1982年2月号）[10]

## 単行本
日本語
1985年の新装版では、副題を第2話が「野良犬たちの苦い夜」から「野獣たちの苦い夜」に、第6話が「メタルポリスの蒼い虎」から「メタロポリスの蒼い虎」に、第7話が「犯るか殺られるか!」から「殺るか殺られるか!」に改められた。
- 『ハンティング・ドッグ』廣済堂出版〈Kosaido comic pack〉、1982年3月10日。全国書誌番号:82034927。[11]
- 『可愛い死神 ハンティング・ドッグ』廣済堂出版〈Kosaido comic pack〉、1985年6月20日。ISBN 4-331-25051-2。

## 脚註

### 註釈
1. ↑  『エロトピアデラックス』は、本作連載中にベストセラーズからワニマガジン社に事業譲渡され、最終話を掲載した第3巻第1号（1982年2月号）はワニマガジン社が発行した。